# 金小庆
金小庆，澳门大学数学系特聘教授。
1982年8月于南京师范大学取得理学士学位。1986年8月于香港中文大学取得哲学硕士学位，师从陈伟良教授。1992年7月于香港大学取得哲学博士学位，师从陈汉夫教授。